# Barrosa
Barrosa är en ort i Mexiko.   Den ligger i kommunen Las Choapas och delstaten Veracruz, i den sydöstra delen av landet, 600 km öster om huvudstaden Mexico City. Barrosa ligger 106 meter över havet och antalet invånare är 112.
Terrängen runt Barrosa är huvudsakligen kuperad. Barrosa ligger nere i en dal. Runt Barrosa är det ganska glesbefolkat, med 42 invånare per kvadratkilometer. Närmaste större samhälle är Raudales Malpaso, 18,8 km sydost om Barrosa. Omgivningarna runt Barrosa är en mosaik av jordbruksmark och naturlig växtlighet.